# Sicyonis tuberculata
Sicyonis tuberculata är en havsanemonart som beskrevs av Oscar Henrik Carlgren 1921. Sicyonis tuberculata ingår i släktet Sicyonis och familjen Actinostolidae. Inga underarter finns listade i Catalogue of Life.